# Semaeopus absconditaria
Semaeopus absconditaria là một loài bướm đêm trong họ Geometridae.